# Relais 4 × 400 mètres masculin aux championnats du monde d'athlétisme en salle 2022
Pour un article plus général, voir Championnats du monde d'athlétisme en salle 2022.
Navigation
2018 2023
L'épreuve du relais 4 × 400 mètres masculin des championnats du monde en salle de 2022 se déroule le 20 mars 2022 dans la Štark Arena de Belgrade, en Serbie.

## Résultats

### Séries
Le premier de chaque série (Q) et les 3 meilleurs temps (q) se qualifient pour la finale.
| Rang | Série | Couloir | Pays            | Athlètes                                                                | Temps   | Notes |
| ---- | ----- | ------- | --------------- | ----------------------------------------------------------------------- | ------- | ----- |
| 1    | 2     | 6       | Espagne         | Bruno Hortelano, Iñaki Cañal, Manuel Guijarro, Bernat Erta              | 3:06.98 | Q, SB |
| 2    | 2     | 5       | Tchéquie        | Pavel Maslák, Vít Müller, Tadeáš Plaček, Patrik Šorm                    | 3:07.25 | q, SB |
| 3    | 1     | 5       | Belgique        | Julien Watrin, Dylan Borlée, Alexander Doom, Kevin Borlée               | 3:07.43 | Q, SB |
| 4    | 3     | 6       | Pays-Bas        | Isayah Boers, Nick Smidt, Jochem Dobber, Tony van Diepen                | 3:07.64 | Q, SB |
| 5    | 3     | 4       | Pologne         | Tymoteusz Zimny, Mateusz Rzeźniczak, Jacek Majewski, Kajetan Duszyński  | 3:07.90 | q, SB |
| 6    | 3     | 5       | Grande-Bretagne | Alex Haydock-Wilson, Ben Higgins, Samuel Reardon, Guy Learmonth         | 3:08.30 | q, SB |
| 7    | 2     | 4       | Irlande         | Cillin Greene, Cathal Crosbie, Brian Gregan, Christopher O'Donnell      | 3:08.63 | NR    |
| 8    | 1     | 6       | États-Unis      | Noah Williams, Donavan Brazier, Amere Lattin, Isaiah Harris             | 3:09.11 | SB    |
| 9    | 1     | 4       | Suède           | Kasper Kadestål, Nick Ekelund-Arenander, Karl Wållgren, Erik Martinsson | 3:09.48 | SB    |
| 10   | 1     | 3       | Nigeria         | Ifeanyi Ojeli, Sikiru Adeyemi, Timothy Emeoghene, Samson Nathaniel      | 3:09.55 | SB    |
| 11   | 2     | 3       | Slovaquie       | Šimon Bujna, Patrik Dömötör, Matej Baluch, Miroslav Marček              | 3:09.79 | NR    |
| 12   | 3     | 3       | Roumanie        | Remus Niculita, Mihai Dringo, Denis Toma, Robert Parge                  | 3:13.11 |       |
|      | 1     | 2       | Équateur        | Katriel Angulo, Alan Minda, Anderson Marquinez, Steeven Salas           | DQ      |       |

### Finale
| Rang               | Couloir | Pays            | Athlètes                                                                     | Temps   | Notes |
| ------------------ | ------- | --------------- | ---------------------------------------------------------------------------- | ------- | ----- |
| Médaille d'or      | 5       | Belgique        | Julien Watrin, Alexander Doom, Jonathan Sacoor, Kévin Borlée                 | 3:06.52 | SB    |
| Médaille d'argent  | 6       | Espagne         | Bruno Hortelano, Iñaki Cañal, Manuel Guijarro, Bernat Erta                   | 3:06.82 | SB    |
| Médaille de bronze | 3       | Pays-Bas        | Taymir Burnet, Nick Smidt, Terrence Agard, Tony van Diepen                   | 3:06.90 | SB    |
| 4                  | 1       | Pologne         | Tymoteusz Zimny, Mateusz Rzeźniczak, Maksymilian Klepacki, Kajetan Duszyński | 3:07.81 | SB    |
| 5                  | 4       | Tchéquie        | Patrik Šorm, Vít Müller, Tadeáš Plaček, Pavel Maslák                         | 3:07.98 |       |
| 6                  | 2       | Grande-Bretagne | Ben Higgins, Alex Haydock-Wilson, Samuel Reardon, Guy Learmonth              | 3:08.30 | SB    |

## Légende
Records et Performances
- AR : Record continental (area record)
- CR : Record des championnats (championship record)
- MR : Record du meeting (meet record)
- NR : Record national (national record)
- OR : Record olympique (olympic record)
- PR : Record paralympique (paralympic record)
- PB : Record personnel (personal best)
- SB : Meilleure performance personnelle de la saison (season's best)
- WL : Meilleure performance mondiale de l'année (world leader)
- WJR : Record du monde junior (world junior record)
- WR : Record du monde (world record)

Circonstances et Conditions
- DNF : N'a pas terminé (did not finish)
- DNS : N'a pas pris le départ (did not start)
- DQ : Disqualification (disqualification)
- NM : Aucun essai valable enregistré (No Mark)
- Q : Qualifié « directement » au prochain tour (ou à la prochaine compétition), lors d'une compétition majeure, grâce au classement ou à la réalisation des minima (automatic qualifier)
- q : Qualifié au prochain tour (ou à la prochaine compétition), lors d'une compétition majeure, grâce au repêchage ou à la réalisation de l'une des meilleures performances parmi celles des « non qualifiés directement » (grâce au meilleur temps ou à la meilleure distance par exemple) (secondary qualifier)